# Marune : Alastor 933
Pour les articles homonymes, voir Alastor.
Marune : Alastor 933 (titre original : Marune: Alastor 933) est un  roman de science-fiction écrit par l'auteur américain Jack Vance paru en 1975 puis traduit en français et publié en 1977. Ce roman fait partie du Cycle d'Alastor (ou Les Mondes d'Alastor) qui en compte trois, sans liens entre eux.
Sur un monde exotique, le parcours d'un homme désemparé mais décidé, amnésique et cerné par ses ennemis. Alors qu'on a tenté à tout prix de l'éloigner, il revient sur Alastor 933 déterminé à savoir qui sont ses ennemis et surtout, qui il est lui-même.

## Résumé
Sur un monde peu important de l'amas d'Alastor nommé Bruse-Tansel, un jeune homme est découvert au spatioport, sans identité, sans papiers, à l'accent étrange et amnésique. Très vite, il apparaît qu'on l'a malmené, qu'on a modifié son apparence pour le rendre méconnaissable, et qu'on a tout fait pour l'envoyer au loin sans possibilité de retour.
Bientôt, celui qu'on nomme Padero a regagné suffisamment de ses facultés pour gagner la planète du Connatic. Là, grâce à des méthodes très perfectionnées d'analyse psychologique et physiologique, il apprend qu'il vient probablement de Marune : Alastor 933.
Revenu sur son monde natal, il découvre qu'il n'est autre que le prince Efraïm, un prince des Rhunes, une des ethnies de la planète réputée pour son comportement étrange, mélange d'impassibilité et de comportements totalement débridés en certaines occasions. Son retour, alors qu'on s'apprêtait à le déclarer officiellement mort, ne soulève pas la joie, bien au contraire. Ses ex-successeurs surtout sont furieux de voir échapper les privilèges qu'ils attendaient avec impatience. Son père est mort dans des circonstances plus que suspectes, et le tour qu'on lui a joué confirme le fait que certaines personnes ambitieuses ont bien l'intention de se dégager la voie du trône.
Efraïm est en butte à l'incompréhension, au mépris pour sa perte de mémoire qui le place à plusieurs reprises dans une situation humiliante. Les complots fourmillent, les tentatives d'assassinat aussi. La guerre menace avec le royaume voisin pendant que ses prétendus amis lui tapotent le dos dans l'espoir de le poignarder et que ses amies tentent d'habiles manœuvres de séduction visant au mieux à le compromettre, au pire à jeter son cadavre dans le vide-ordures.
Efraïm cherche au milieu de ce chaos la vérité et le savoir qui lui manquent tant. La race autochtone détient le secret de sa mémoire, et sa mémoire la raison de ses problèmes. Cercle vicieux sans fin dans lequel ses ennemis omniprésents font tout pour le renvoyer.

## Autres titres du Cycle
- 1er : Trullion : Alastor 2262 (1973)
- 3e : Wyst : Alastor 1716 (1978)